# Miela Reina
Miela Reina nata Maria Francesca Reina (Trieste, 31 agosto 1935 – Udine, 15 gennaio 1972) è stata un'artista e pittrice italiana.
(Gillo Dorfles)
All'artista è dedicato a Trieste il Teatro Miela.

## Biografia
Figlia del Provveditore agli Studi Giuseppe Reina e della giornalista Aurelia Cesari, Miela Reina termina gli studi al liceo classico nel 1954 e sino al 1959 frequenta l'Accademia di belle arti di Venezia dove stringe amicizia con molte personalità artistiche tra cui i  pittori trentini Davide Orler e Riccardo Schweizer. Viaggia in Sicilia, Francia, Spagna, Israele.
1958: espone in una prima mostra personale a Trieste e l'anno seguente inizia ad insegnare educazione artistica all'Istituto statale d'arte della stessa città.
- 1961: partecipa all'Internazionale Kunstaustellung di Bayreuth e insieme al pittore Enzo Cogno dirige la Galleria La Cavana.
- 1962-1963: personale a Udine; realizza opere decorative sulle motonavi “Guglielmo Marconi” e “Galileo Galilei”; entra a far parte di Arte Viva dove insieme a Enzo Cogno si occupa della sezione Arti visive.
- 1964: insieme ai pittori Caraian, Chersicla, Cogno, Palcich e Perizi costituisce Raccordosei. Espone alla XV Biennale d'Arte Triveneta e si occupa di ulteriori opere decorative sulla motonave “Raffaello”.
- 1965: mostre personali a Trieste, Genova, Palermo; con Raccordosei espone a Trieste e in Jugoslavia; dirige con Enzo Cogno e Carlo de Incontrera il Centro Arte Viva Feltrinelli.
- 1966: con Enzo Cogno realizza le decorazioni sulla motonave “Italia”. Personale a Feltre e con Raccordosei espone a Trieste, Venezia e Pordenone.
- 1967: mostre collettive a Trieste, Tarcento, Palermo; costruisce il Monumento al paracadutista per la mostra “L'uomo e lo spazio”, a Trieste, nell'ambito del Festival Internazionale di Fantascienza; espone con Arte Viva in Palazzo Costanzi a Trieste; realizza opere decorative per edifici pubblici triestini; viaggia in Germania.
- 1968: mostra personale a Bari e varie collettive a Trieste, Udine, Gorizia, Graz, Lubiana, Gallarate; realizza, con Carlo de Incontrera e Emilio Isgrò, l'opera di teatro musicale da camera Liebeslied.
- 1969: con il gruppo di Arte Viva partecipa agli allestimenti di Liebeslied a Gorizia e alla Biennale di Zagabria; personale a Zagabria; progetta insieme a Gigetta Semerani-Tamaro l'ambiente per “Il concerto” festival internazionale di musica elettronica programmato da Arte Viva; soggiorno a Londra.
- 1970: con il Centro Operativo Arte Viva partecipa a vari progetti: InterVENTO, Postscriptum, nelle varie versioni sulla partitura di Carlo de Incontrera (Siegfried, Il Profeta velato, Critica d'arte, Caino e Abele); allestimenti di Postscriptum a Trieste, Milano, Osijek, Spalato; a Palermo con Sylvano Bussotti per la versione Caino e Abele; viaggio a Cuba.
- 1971: mostre personali a Zagabria e a Firenze; Espone con Enzo Cogno a Copenaghen, Aarhus e Como; dipinge la partitura di Carlo de Incontrera La pazienza del violoncello (esecuzioni a Imola, Trieste, Parigi, Berlino], Stoccarda, Amburgo, Stoccolma, Como, Zagabria); Ottava dopo Ottava a Trieste e a Como; Vademecum (con Carlo de Incontrera) alla Biennale di Zagabria e all'Autunno Musicale di Como; numerosi altri progetti e interventi in concerti del Centro Operativo Arte Viva (a Trieste, a Como); Liebeslied e Postscriptum a Udine e Messina.
- 1972: mentre sta mettendo a punto un'ampia mostra personale antologica, il 15 gennaio improvvisamente muore.

## Mostre postume
- Miela Reina, Trieste, Sala Comunale d'Arte, 1972.
- Miela Reina, mostra antologica, Trieste, Stazione Marittima, 1980. Catalogo Electa.
- Miela Reina, mostra antologica, Monfalcone, Sala Roma, 1983.
- Miela Reina, Galleria Torbandena, Treviso, 1984.
- Miela Reina - opere 1956-1961, Galleria Torbandena e Scuderie del Parco di Miramare, 1990.
- Miela Reina – design progetti scenografici, Teatro Miela, Trieste 1990.
- Il ritratto nella pittura italiana del Novecento, Ferrara, Castello di Mesola, 1991.
- Anni fantastici – Arte a Trieste dal 1948 al 1972, Trieste, Civico Museo Revoltella, 1995.
- Figure della pittura. Arte in Italia 1956 -1968. Palazzo Sarcinelli, Conegliano, 1995-96.
- Miela Reina, la favola della realtà, Palazzo Torriani, Gradisca d'Isonzo, 1996.
- Miela Reina – apparizioni, Galleria Torbandena, Trieste, 1998-99
- Miela Reina, Arte Fiera, Bologna, 1999.
- Miela Reina, mostra antologica, Villa Manin, Passariano, 1999. Monografia a cura di Paola Bonifacio, Mazzotta editore.
- Miela Reina, Opere inedite 1957-1964, Galleria Torbandena, 2002
- Credi sempre ai luoghi comuni? (Opere di Miela Reina, Nicoletta Costa, Sara Not), Monfalcone, Galleria Comunale d'Arte Contemporanea, 2004
- Miela Reina, Preview per un'incantatrice, Trieste, Stazione Rogers, 2009
- Miela Reina, Opere 1958-1965, Trieste, Galleria Torbandena, 2009
- Miela Reina, Storie elisabettiane, Trieste, Stazione Rogers, 2011
- Miela Reina, Disegni e installazioni nel box nero, Trieste, Civico Museo Revoltella, 2016
- Miela Reina, Che bellezza! Che finura! Miela Reina + Luigi Spazzapan, Gradisca d'Isonzo, Galleria Regionale d'Arte Contemporanea Luigi Spazzapan, 2020